# Championnat de Belgique de hockey sur gazon
Pour les articles homonymes, voir Championnat de Belgique.
Le Championnat de Belgique de hockey sur gazon de Division d'Honneur ou ION Hockey League est une compétition annuelle se déroulant en Belgique, voyant les meilleurs clubs de pays s'affronter.
La compétition se déroule annuellement sous forme d'un championnat mettant aux prises douze clubs. Une saison du championnat commence en été et se termine au printemps suivant. Durant l'hiver, c'est le championnat de hockey en salle qui prend le relais.
Nommé « Division 1 » depuis ses débuts, le championnat prend le nom de « Division Honneur » (DH) à l'aube de la saison 2006-2007.

## Participants
| Club                 | Ville               | Fondation | Terrain               |
| -------------------- | ------------------- | --------- | --------------------- |
| KHC Dragons          | Brasschaat          | 1946      | Mansion of Dragons    |
| R.RC Bruxelles       | Uccle               | 1891      | Stade du Vivier d'Oie |
| R.Léopold Club       | Uccle               | 1893      | Stade Léopold         |
| Royal Wellington THC | Uccle               | 1928      | Stade Wellington      |
| Waterloo Ducks HC    | Waterloo            | 1950      | Deutsche bank Arena   |
| Leuven KHC           | Louvain             | 1929      | Leuven Stadion        |
| R.Daring HC          | Molenbeek           | 1922      | Stade Henry Pévenage  |
| Antwerp HC           | Anvers              | 1923      | Stadion Antwerpen     |
| R.Herakles HC        | Lierre              | 1933      | Herakles Stadion      |
| Beerschot THC        | Anvers              | 1899      | Beerschot Stadion     |
| Royal Oree THB       | Woluwé-Saint-Pierre | 1928      | Stade Orée            |
| La Gantoise HC       | Gand                | 1914      | Gent Stadion          |

## Palmarès
| Ordre | Saison    | Champion                             | Titre |
| ----- | --------- | ------------------------------------ | ----- |
| 01    | 1919-1920 | Brussels Hockey Lawn Tennis Club     | 1er   |
| 02    | 1920-1921 | La Gantoise Hockey Club              | 1er   |
| 03    | 1921-1922 | Royal Léopold Club                   | 1er   |
| 04    | 1922-1923 | Royal Léopold Club                   | 2e    |
| 05    | 1923-1924 | Racing Club de Bruxelles             | 1er   |
| 06    | 1924-1925 | Beerschot Tennis Hockey Club         | 1er   |
| 07    | 1925-1926 | La Rasante                           | 1er   |
| 08    | 1926-1927 | Beerschot Tennis Hockey Club         | 2e    |
| 09    | 1927-1928 | Royal Léopold Club                   | 3e    |
| 10    | 1928-1929 | La Rasante                           | 3e    |
| 11    | 1929-1930 | La Rasante                           | 4e    |
| 12    | 1930-1931 | La Rasante                           | 5e    |
| 13    | 1931-1932 | Beerschot Tennis Hockey Club         | 2e    |
| 14    | 1932-1933 | Racing Club de Bruxelles             | 2e    |
| 15    | 1933-1934 | Beerschot Tennis Hockey Club         | 3e    |
| 16    | 1934-1935 | Racing Club de Bruxelles             | 3e    |
| 17    | 1935-1936 | Racing Club de Bruxelles             | 4e    |
| 18    | 1936-1937 | La Rasante                           | 6e    |
| 19    | 1937-1938 | La Rasante                           | 7e    |
| 20    | 1938-1939 | Royal Léopold Club                   | 4e    |
| 21    | 1939-1940 | La Rasante                           | 8e    |
| 22    | 1940-1941 | Racing Club de Bruxelles             | 5e    |
| 23    | 1941-1942 | Beerschot Tennis Hockey Club         | 6e    |
| 24    | 1942-1943 | La Rasante                           | 9e    |
| 25    | 1943-1944 | Beerschot Tennis Hockey Club         | 7e    |
| 26    | 1944-1945 | La Rasante                           | 10e   |
| 27    | 1945-1946 | Daring Club de Molenbeek             | 1er   |
| 28    | 1946-1947 | Daring Club de Molenbeek             | 2e    |
| 29    | 1947-1948 | Daring Club de Molenbeek             | 3e    |
| 30    | 1948-1949 | Daring Club de Molenbeek             | 4e    |
| 31    | 1949-1950 | Royal Victory Edegem                 | 1er   |
| 32    | 1950-1951 | Royal Léopold Club                   | 5e    |
| 33    | 1951-1952 | Royal Léopold Club                   | 6e    |
| 34    | 1952-1953 | La Rasante                           | 11e   |
| 35    | 1953-1954 | La Rasante                           | 12e   |
| 36    | 1954-1955 | La Rasante                           | 13e   |
| 37    | 1955-1956 | La Rasante                           | 14e   |
| 38    | 1956-1957 | La Rasante                           | 15e   |
| 39    | 1958-1959 | La Rasante                           | 16e   |
| 40    | 1958-1959 | Royal Léopold Club                   | 7e    |
| 41    | 1959-1960 | Royal Léopold Club                   | 8e    |
| 42    | 1960-1961 | Royal Léopold Club                   | 9e    |
| 43    | 1961-1962 | Royal Victory Edegem                 | 2e    |
| 44    | 1962-1963 | Royal Uccle Sport Tennis Hockey Club | 1er   |
| 45    | 1963-1964 | Royal Uccle Sport Tennis Hockey Club | 2e    |
| 46    | 1964-1965 | Royal Léopold Club                   | 10e   |
| 47    | 1965-1966 | Royal Léopold Club                   | 11e   |
| 48    | 1966-1967 | Royal Léopold Club                   | 12e   |
| 49    | 1967-1968 | Royal Léopold Club                   | 13e   |
| 50    | 1968-1969 | Royal Léopold Club                   | 14e   |
| 51    | 1969-1970 | Royal Léopold Club                   | 15e   |
| 52    | 1970-1971 | Royal Léopold Club                   | 16e   |
| 53    | 1971-1972 | Royal Léopold Club                   | 17e   |
| 54    | 1972-1973 | Royal Léopold Club                   | 18e   |
| 55    | 1973-1974 | Royal Léopold Club                   | 19e   |
| 56    | 1974-1975 | Royal Uccle Sport Tennis Hockey Club | 2e    |
| 57    | 1975-1976 | Royal Uccle Sport Tennis Hockey Club | 3e    |
| 58    | 1976-1977 | Royal Uccle Sport Tennis Hockey Club | 4e    |
| 59    | 1977-1978 | Royal Uccle Sport Tennis Hockey Club | 5e    |
| 60    | 1978-1979 | Royal Léopold Club                   | 20e   |
| 61    | 1979-1980 | Royal Uccle Sport Tennis Hockey Club | 7e    |
| 62    | 1980-1981 | Royal Uccle Sport Tennis Hockey Club | 8e    |
| 63    | 1981-1982 | Royal Uccle Sport Tennis Hockey Club | 9e    |
| 64    | 1982-1983 | Royal Uccle Sport Tennis Hockey Club | 10e   |
| 65    | 1983-1984 | Royal Uccle Sport Tennis Hockey Club | 11e   |
| 66    | 1984-1985 | Royal Uccle Sport Tennis Hockey Club | 12e   |
| 67    | 1985-1986 | La Rasante                           | 17e   |
| 68    | 1986-1987 | Royal Uccle Sport Tennis Hockey Club | 13e   |
| 69    | 1987-1988 | Royal Léopold Club                   | 21e   |
| 70    | 1988-1989 | Royal Léopold Club                   | 22e   |
| 71    | 1989-1990 | La Rasante                           | 18e   |
| 72    | 1990-1991 | Royal Léopold Club                   | 23e   |
| 73    | 1991-1992 | Royal Léopold Club                   | 24e   |
| 74    | 1992-1993 | Royal Baudouin Tennis Hockey Club    | 1er   |
| 75    | 1993-1994 | Royal Baudouin Tennis Hockey Club    | 2e    |
| 76    | 1994-1995 | Royal Baudouin Tennis Hockey Club    | 3e    |
| 77    | 1995-1996 | Royal White Star Bruxelles           | 1er   |
| 78    | 1996-1997 | Koninklijke Hockey Club Dragons      | 1er   |
| 79    | 1997-1998 | Royal Herakles Hockey Club           | 1er   |
| 80    | 1998-1999 | Koninklijke Hockey Club Dragons      | 2e    |
| 81    | 1999-2000 | Koninklijke Hockey Club Dragons      | 3e    |
| 82    | 2000-2001 | Koninklijke Hockey Club Dragons      | 4e    |
| 83    | 2001-2002 | Royal Léopold Club                   | 25e   |
| 84    | 2002-2003 | Koninklijke Hockey Club Dragons      | 5e    |
| 85    | 2003-2004 | Royal Léopold Club                   | 26e   |
| 86    | 2004-2005 | Royal Léopold Club                   | 27e   |
| 87    | 2005-2006 | Waterloo Ducks HC                    | 1er   |
| 88    | 2006-2007 | Antwerp Hockey Club                  | 2e    |
| 89    | 2007-2008 | Leuven Koninklijke Hockey Club       | 1er   |
| 90    | 2008-2009 | Waterloo Ducks HC                    | 2e    |
| 91    | 2009-2010 | Koninklijke Hockey Club Dragons      | 6e    |
| 92    | 2010-2011 | Koninklijke Hockey Club Dragons      | 7e    |
| 93    | 2011-2012 | Waterloo Ducks HC                    | 3e    |
| 94    | 2012-2013 | Waterloo Ducks HC                    | 4e    |
| 95    | 2013-2014 | Waterloo Ducks HC                    | 5e    |
| 96    | 2014-2015 | Koninklijke Hockey Club Dragons      | 8e    |
| 97    | 2015-2016 | Koninklijke Hockey Club Dragons      | 9e    |
| 98    | 2016-2017 | Koninklijke Hockey Club Dragons      | 10e   |
| 99    | 2017-2018 | Koninklijke Hockey Club Dragons      | 11e   |
| 100   | 2018-2019 | Royal Léopold Club                   | 28e   |
| 101   | 2020-2021 | Koninklijke Hockey Club Dragons      | 12e   |
| 102   | 2021-2022 | Racing Club de Bruxelles             | 6e    |
| 103   | 2022-2023 | La Gantoise Hockey Club              | 2e    |
| 104   | 2023-2024 | La Gantoise Hockey Club              | 3e    |
| 105   | 2024-2025 | La Gantoise Hockey Club              | 4e    |
| 106   | 2025-2026 |                                      |       |

## Bilan
| Clubs                    | Titres | Années |
| ------------------------ | ------ | --- |
| R. Léopold Club          | 28     | 1922, 1923, 1928, 1939, 1951, 1952, 1959, 1960, 1961, 1965, 1966, 1967, 1968, 1969, 1970, 1971, 1972, 1973, 1974, 1979, 1988, 1989, 1991, 1992, 2002, 2004, 2005, 2019 |
| R. La Rasante            | 16     | 1926, 1930, 1931, 1937, 1938, 1940, 1943, 1945, 1953, 1954, 1955, 1956, 1957, 1958, 1986, 1990                                                                         |
| R. Uccle Sport           | 13     | 1964, 1965, 1975, 1976, 1977, 1978, 1980, 1981, 1982, 1983, 1984, 1985, 1987                                                                                           |
| KHC Dragons              | 12     | 1997, 1999, 2000, 2001, 2003, 2010, 2011, 2015, 2016, 2017, 2018, 2021                                                                                                 |
| R. Beerschot HC          | 6      | 1925, 1927, 1932, 1934, 1942, 1944 |
| R. Racing Club Bruxelles | 6      | 1924, 1933, 1935, 1936, 1941, 2022 |
| Waterloo Ducks HC        | 5      | 2006, 2009, 2012, 2013, 2014 |
| R. Daring H.C.           | 4      | 1946, 1947, 1948, 1949 |
| R. Baudouin              | 3      | 1993, 1994, 1995 |
| La Gantoise HC           | 3      | 1921, 2023, 2024 |
| R. Victory H.C.          | 2      | 1950, 1962 |
| Brussels HLTC            | 1      | 1920 |
| KHC Leuven               | 1      | 2008 |
| R. Antwerp H.C.          | 1      | 2007 |
| R. E. White Star H.C.    | 1      | 1996 |
| R. Herakles H.C.         | 1      | 1998 |

## Les compétitions européennes
Le classement tient compte des points accumulés entre 2022 et 2024 lors des compétitions de l'Euro Hockey League et de l'EuroHockey Club Trophy.
| 1  | Pays-Bas       | 66.000 | 16.500 | 72.000 | 36.000 |  | 12.000 | 32.000 | 36.000 | 80.000 |  |  |  |  |  | 1  |
| 2  | Belgique       | 32.000 | 8.000  | 48.000 | 24.000 |  | 16.000 | 38.000 |        | 54.000 |  |  |  |  |  | 3  |
| 3  | Angleterre     | 38.000 | 9.500  | 28.000 | 14.000 |  | 16.000 | 28.000 |        | 44.000 |  |  |  |  |  | 5  |
| 4  | Espagne        | 56.000 | 14.000 | 52.000 | 26.000 |  | 0.000  | 38.000 |        | 38.000 |  |  |  |  |  | 4  |
| 5  | Allemagne      | 60.000 | 15.000 | 68.000 | 34.000 |  | 24.000 | 24.000 |        | 48.000 |  |  |  |  |  | 2  |
| 6  | Autriche       | 28.000 | 7.000  | 19.000 | 9.500  |  | 16.000 |        |        | 16.000 |  |  |  |  |  | 7  |
| 7  | France         | 31.000 | 7.750  | 22.000 | 11.000 |  | 22.000 |        |        | 22.000 |  |  |  |  |  | 6  |
| 8  | Irlande        | 10.000 | 2.500  | 16.000 | 8.000  |  | 10.000 |        |        | 10.000 |  |  |  |  |  | 9  |
| 9  | Écosse         | 15.000 | 3.750  | 21.000 | 10.500 |  | 16.000 |        |        | 16.000 |  |  |  |  |  | 8  |
| 10 | Suisse         | 16.000 | 4.000  | 19.000 | 9.500  |  | 10.000 |        |        | 10.000 |  |  |  |  |  | 10 |
| 11 | Tchéquie       | 9.000  | 2.250  | 10.000 | 5.000  |  | 10.000 |        |        | 10.000 |  |  |  |  |  | 11 |
| 12 | Pays de Galles | 7.000  | 1.750  | 15.000 | 7.500  |  |        |        |        | 0.000  |  |  |  |  |  | 13 |
| 13 | Ukraine        | -      | 0.000  | 16.000 | 8.000  |  |        |        |        | 0.000  |  |  |  |  |  | 12 |
| 14 | Portugal       | 11.000 | 2.750  | 5.000  | 2.500  |  |        |        |        | 0.000  |  |  |  |  |  | 14 |
| 15 | Danemark       | 1.000  | 0.250  | 1.000  | 0.500  |  |        |        |        | 0.000  |  |  |  |  |  | 15 |
| 16 | Turquie        | -      | 0.000  | -      | 0.000  |  |        |        |        | 0.000  |  |  |  |  |  | 20 |
| 17 | Italie         | -      | 0.000  | -      | 0.000  |  |        |        |        | 0.000  |  |  |  |  |  | 18 |
| 18 | Croatie        | -      | 0.000  | -      | 0.000  |  |        |        |        | 0.000  |  |  |  |  |  | 16 |

## Organisation

### Format de la compétition
Le championnat de Belgique de hockey sur gazon comporte une élite de douze clubs évoluant en « Division Honneur », appelée Division 1 jusqu'à l'aube de la saison 2006-2007.
Le championnat se joue en rencontres aller-retour, suivi par une compétition de "Play-Off" pour le titre entre les 4 premiers à la fin des 22 journées de la première phase du championnat. Les "Play-Offs" commence par les demi-finales (le 1er contre le 4e et le 2d contre le 3e), en matchs aller-retour. Les deux vainqueurs jouent le titre de champion de Belgique lors de la Finale qui se déroule en 2 manches gagnantes.
Les deux derniers descendent en Division Nationale 1, remplacés par les deux premiers de Division Nationale 1.
Le vainqueur des "Play-Offs" est qualifié en premier rang pour l'Euro Hockey League. Le second qualifié est l’équipe en tête à l’issue du championnat en ligne. Si les équipes sont les mêmes, en second rang est qualifié le perdant de la Finale des "Play-Offs". Le troisième qualifié sera le finaliste perdant des P-O, ou s’il est déjà qualifié en second rang, un ou plusieurs test-matchs seront organisés entre les demi-finalistes perdants des P-O.
| Club                     | Dernière montée | Entraîneur          |
| ------------------------ | --------------- | ------------------- |
| Braxgata H.C.            | 2009            | Jeroen Delmee       |
| K.H.C. Dragons           |                 | Eric Verboom        |
| K.H.C. Leuven            | 1996            | Bob Veldhof         |
| R. Antwerp H.C.          | 2002            | Jorge Dabanch Silva |
| R. Beerschot H.C.        |                 | Dennis Dijkshoorn   |
| R. Daring T.H.C.         | 2011            | Michel Kinnen       |
| R. Herakles H.C.         |                 | Martijn Teunissen   |
| R. Léopold Club          |                 | Michael Van Cutsem  |
| R. Orée T.H.B.           | 2012            | Marcelo Orlando     |
| R. Pingouin H.C.N.       | 2012            | Xavier Blockmans    |
| R. Racing Club Bruxelles | 2006            | Jean-Philippe Brulé |
| Waterloo Ducks HC        | 2001            | Shane McLeod        |